# Antonio Pérez Rubio

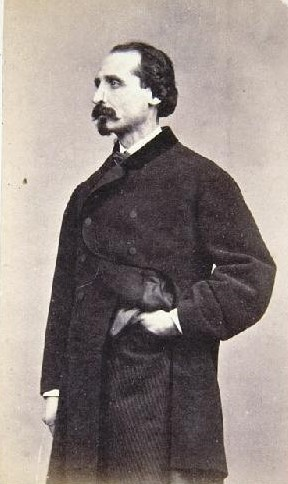
Antonio Pérez Rubio, fotografía de Juan Laurent. Madrid, Museo de Historia de Madrid.

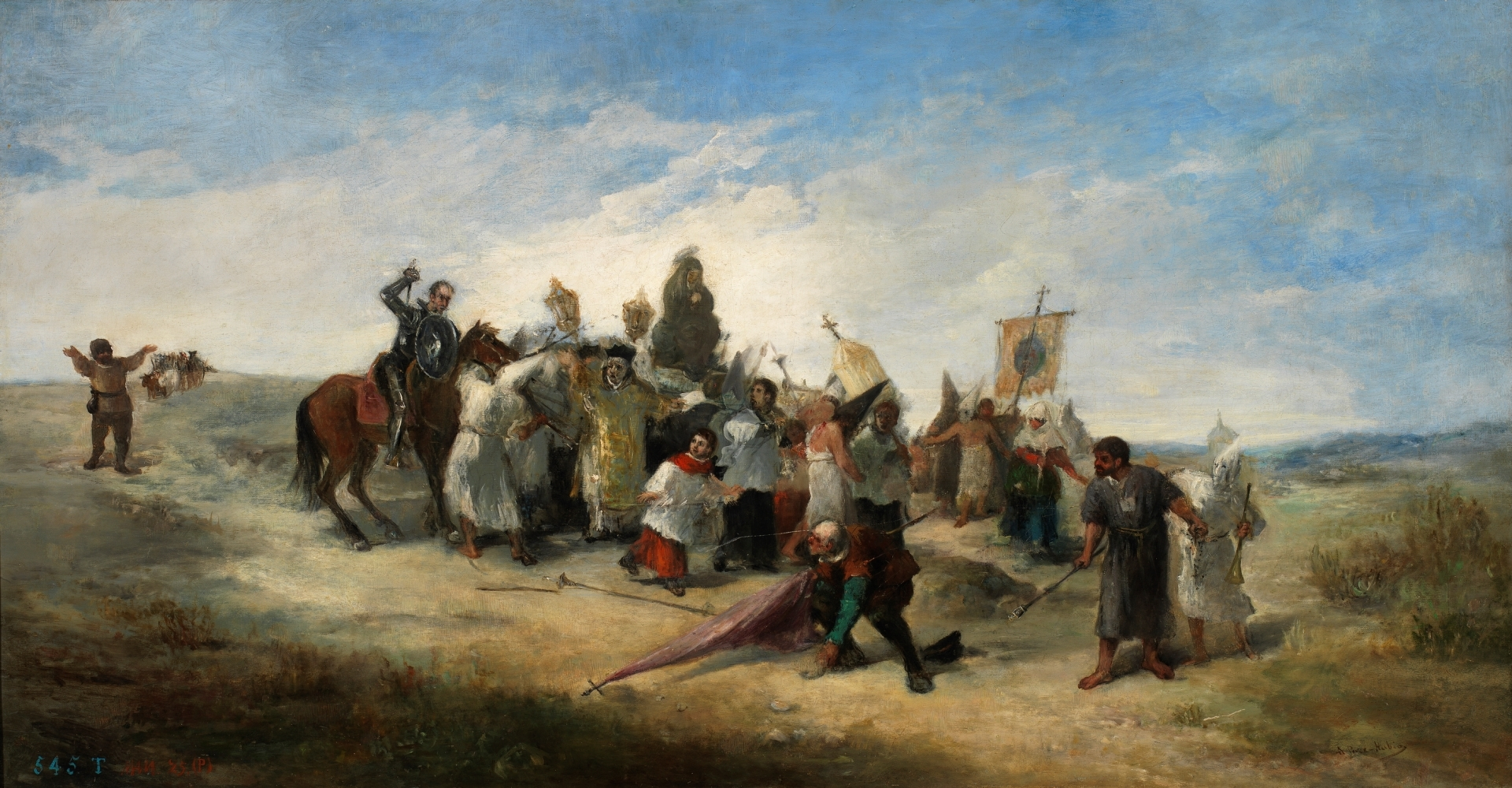
La aventura de don Quijote, cuando ataca a la procesión de los disciplinantes, óleo sobre lienzo, 63 x 112 cm, Madrid, Museo del Prado, en depósito en la Escuela Superior de Canto.

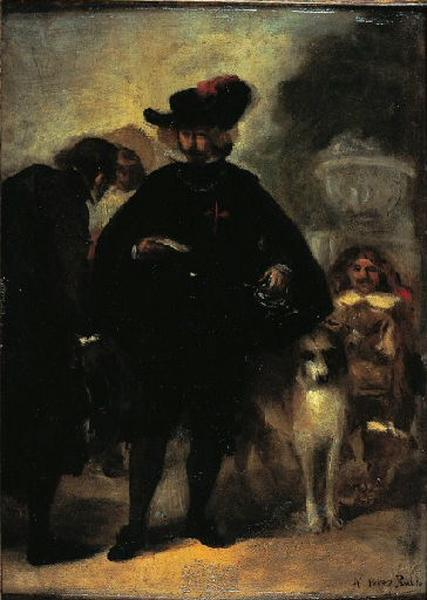
Velázquez, un enano y un perro, óleo sobre cartón, 30,3 x 22,9 cm, Castres, musée Goya.

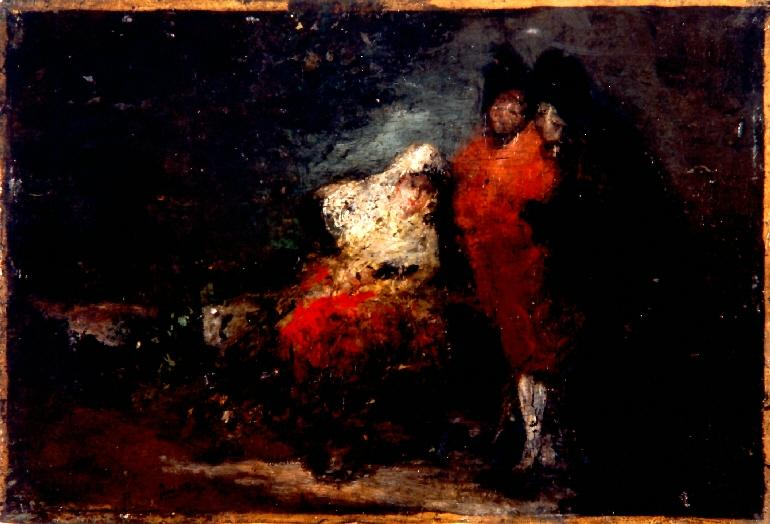
Susana y los viejos, óleo sobre tabla, 14,50 x 21,50 cm, Córdoba, Museo de Bellas Artes de Córdoba.

Antonio Pérez Rubio (Navalcarnero, 1822-Madrid, 1888) fue un pintor costumbrista español.

## Biografía y obra
Nacido en Navalcarnero, recibió su formación artística con buenas calificaciones en la Escuela Especial de Pintura, Escultura y Grabado dependiente de la Real Academia de Bellas Artes de San Fernando, donde tuvo como maestro a Carlos Luis de Ribera. A la formación académica se agregaron dos ingredientes que iban a marcar su obra posterior: la frecuentes visitas al Museo del Prado, donde encontró material para su propia obra especialmente en las pinturas de Velázquez y de Goya en un momento en que este no gozaba aún del prestigio de los grandes maestros, y sus lecturas de los clásicos tras abandonar una primera vocación literaria. Según Ossorio y Bernard, pintaba de noche, asistiendo con regularidad a las sesiones nocturnas de la Sociedad Protectora de las Bellas Artes, y, según Lafuente Ferrari, vivió, «pobre y tranquilo, la vida del madrileño que pasea, charla y asiste a las tertulias de los cafés».
Pintor de «vena goyesca» a la manera de Leonardo Alenza o Eugenio Lucas y, como ellos, admirador de Velázquez, cultivó los motivos castizos con el espíritu crítico y alejado del arte oficial que fue propio de la pintura romántica madrileña.  Con un estilo abocetado y colorista, «de mancha graciosa, llena de intención y escasa de dibujo», pintó tanto los característicos motivos goyescos como los asuntos tomados de la historia nacional moderna y los de inspiración literaria, principalmente cervantinos, además de algún raro motivo religioso interpretado de forma personal. 
Las primeras noticias de su actividad, algo tardías, datan de 1859 y lo ponen en relación precisamente con la citada Sociedad Protectora de Bellas Artes, pronto desaparecida por el escaso éxito de sus subastas. Asistió con regularidad y mediana fortuna a las exposiciones nacionales celebradas en Madrid de 1862 en adelante. En la Exposición Nacional de 1862, a la que concurrió con seis bocetos de motivos históricos, obtuvo medalla de tercera clase por el titulado Meninas y pajes de la época de Felipe IV jugando al escondite, que fue adquirido por el infante Sebastián Gabriel, buen coleccionista, junto con el titulado La privanza de don Juan de Austria. Otro cuadro de Pérez Sierra, este de tema cervantino, Entierro del pastor Crisóstomo, entró a formar parte de la colección del infante tras su presentación en la Exposición Nacional de 1866, en la que nuevamente fue galardonado con medalla de tercera clase por Don Quijote pronunciando el discurso de la edad de oro, boceto que fue adquirido por el Estado.
Menor fortuna tuvo en la de 1871 a la que se presentó con tres lienzos goyescos, uno de ellos titulado La duquesa de Alba en San Antonio de la Florida, otros tres inspirados en el Siglo de Oro y un asunto religioso. La crítica tampoco le fue favorable en esta ocasión, deplorando el estilo inacabado que, sin embargo, iba a acentuar en trabajos posteriores en los que las figuras quedan reducidas a manchas, como en el titulado Atentado contra el noveno mandamiento, tabla de pequeñas dimensiones conservada en el Museo del Prado, o en su aproximación goyesca al tema bíblico de Susana y los viejos del Museo de Bellas Artes de Córdoba. 
Con una paleta de tonalidad más clara y brillante presentó en la Exposición Nacional de 1876 una obra adquiridas por el Estado: Intriga contra Francisco de Quevedo y Villegas en los jardines del Palacio del Buen Retiro (Museo del Prado) y en la de 1881 obtuvo medalla de segunda clase por otro cuadro de historia, conforme a la moda imperante, pero tratado a su manera abocetada: La farsa de Ávila (Museo del Prado, en depósito en el Museo de Pontevedra). En estos años, de intensa actividad, participó también en la fundación del Círculo de Bellas Artes (1880) y concurrió a sus exposiciones.
A la Exposición Nacional de 1884 se presentó con otros dos cuadros de historia adquiridos por el Museo del Prado: Francisco I, rey de Francia, entrando prisionero en la Torre de los Lujanes y El rey Felipe IV en Navalcarnero y otros tres los presentados en 1887, de más variada temática, acabaron también en esta institución: Salida de la venta por Don Quijote encantado con toda la comitiva —en la segunda ocasión en que abordaba este asunto—, El carnaval de Madrid (Impresión), en depósito en el Museo de Bellas Artes de Asturias, y Ocaso de un artista, quizá autorretrato o metáfora de su propio estado: en sus últimos años se multiplicaron la visitas al Museo del Prado para realizar copias de su colección, como complemento económico con el que subsistir.
En la primera semana de diciembre de 1888 lo atropelló un ómnibus en la Puerta del Sol de Madrid. Atendido en la Casa de Socorro de la fractura de una pierna, falleció el día 10. Dada la precaria situación económica en la que se encontraba la ceremonia fúnebre fue sufragada por la Asociación de Escritores y Artistas, en cuyas exposiciones había participado con frecuencia.